# 大連市人民体育場
大連市人民体育場（簡体字中国語: 大连市人民体育场）は、中華人民共和国遼寧省大連市西崗区にある陸上競技場である。球技場としても使用される。中国サッカー・スーパーリーグ・大連実徳FCがホームスタジアムとして使用されていた。運営管理は大連市体育局が行っている。大連人民スタジアムとも呼ばれる。

## 歴史
南満州鉄道（満鉄）が1925年（民国14年）に建設を開始し、1928年に完成した大連運動場がその起源である。運動場が建設された場所には元々譚家屯という村落があったという。その後幾度かの改修を経て、敷地面積は10万平米、座席は6万人余りとなっていた。
以前は大連実徳FCがホームスタジアムとしていた他、大連市で開催されたその他のスポーツ、大規模イベント等の多くが当体育場で執り行われた。当体育場は大連のサッカークラブのホームゲームで5年連続無敗、10年間で7度のリーグ優勝など輝かしい栄光の歴史の証人でもあった。しかし大連実徳FCは交通アクセスの問題からホームスタジアムを大連金州体育場へ変更してしまった。
2009年9月に開催された大連服飾節が人民体育場で開催された最後のイベントとなり、10月26日には躯体の取り壊し作業を開始、建替えられ、2016年9月に大連恒隆広場というショッピングモールとして完成した。